# Keisha Castle-Hughes
Keisha Castle-Hughes (Donnybrook, Ausztrália, 1990. március 24.) új-zélandi színésznő. Tizenhárom éves volt, mikor Oscar-díjra jelölték.

## Élete és pályafutása
Ausztráliában született 1990-ben. Édesapja, Tim Castle, ausztrál származású, míg édesanyja, Desrae Hughes, az új-zélandi őslakosok, a maorik leszármazottja. Castle-Hughes négyéves volt, mikor családjával Új-Zélandra költöztek, Auckland városába. Négy testvére van: három bátyja, Rhys, Liam és Quade, és egy húga Maddisyn.
2001-ben több száz gyermek közül választották ki a főszerepre Witi Ihimaera maori író könyvének A bálnalovasnak a filmadaptációjához. Két hónap alatt kellett elsajátítania a színészet alapjait, egy tanár és a rendező volt a segítségére. A bálnalovas az egész világot bejárta, olyan fontos rendezvényeken mutatták be, mint a Torontói vagy a Sundance Filmfesztivál. A film negyven millió dolláros bevételt hozott, és megnyerte Új-Zéland legjobb filmnek, rendezőnek, forgatókönyvnek és női főszereplőnek járó díját. Castle-Hughes filmtörténetet írt, mikor 2004-ben Oscar-díjra jelölték legjobb női főszereplő kategóriában. A valaha volt legfiatalabb színésznőnek számított, aki versenyben volt az Oscarért egészen 2013-ig, mikor Quvenzhané Wallis felváltotta a maga kilenc évével A messzi dél vadjai című filmjéért.
2005-ben kisebb szerepet kapott a Star Wars III. rész – A sithek bosszúja című sci-fi filmben.  Castle-Hughes tévésorozatokban is vendégszerepelt, mint A hős legendája és The Walking Dead. 2015-ben a Trónok harca szereplőgárdáját gyarapította Homok Obaraként. 2017-ben egy háborús filmben bukkant fel Köszönjük, hogy a hazáját szolgálta! címmel. 
2019-ben Castle-Hughes mellékszerepet kapott az FBI című tévésorozatban, aminek spinoffjában, az FBI: Most Wanted-ban főszereplővé lépett elő. 2023-ban a Star Wars: A Rossz Osztag című sorozatban játszotta Dr. Emerie Karr karakterét.

## Magánélete
2006-ban várandós lett akkori párjától, Brandon Hulltól, és tizenhét évesen világra hozta kislányát, Felicity-Amorét, aki az édesapjával él. 2013-ban összeházasodott Jonathan Morrisonnal, 2016-ban elváltak. 2021-tól Donny Grahamer házastársa, egy gyermekük született.

## Filmográfia

### Film
| Év   | Magyar cím                              | Eredeti cím                    | Szerep                              | Magyar hang     |
| ---- | --------------------------------------- | ------------------------------ | ----------------------------------- | --------------- |
| 2002 | A bálnalovas                            | Whale Rider                    | Paikea                              | Czető Zsanett   |
| 2005 | Star Wars III. rész – A sithek bosszúja | Star Wars: Revenge of the Sith | Apailana, a Naboo bolygó királynője | Nem beszél      |
| 2006 | A születés                              | The Nativity Story             | Mária                               | Pálmai Anna     |
| 2008 | Kislány, nagylány                       | Hey Hey It's Esther Blueburger | Sunni                               | Tamási Nikolett |
| 2009 |                                         | The Vintner's Luck             | Celeste                             |                 |
| 2011 | Vámpír                                  | Vampire                        | Jellyfish                           |                 |
| 2011 | Vörös kutya                             | Red Dog                        | Rose                                | Szirmai Melinda |
| 2014 |                                         | Queen of Carthage              | Simi                                |                 |
| 2017 | Köszönjük, hogy a hazáját szolgálta!    | Thank You for Your Service     | Alea Aieti                          |                 |
| 2018 |                                         | Find Your Voice                | hercegnő                            |                 |
| 2019 |                                         | Tone-Deaf                      | Wyatt                               |                 |
| 2020 |                                         | DieRy                          | Jean Marama                         |                 |

### Televízió
| Év        | Magyar cím                | Eredeti cím              | Szerep                   | Megjegyzések                                           |
| --------- | ------------------------- | ------------------------ | ------------------------ | ------------------------------------------------------ |
| 2009      |                           | Piece of My Heart        | fiatal Kat               | tévéfilm                                               |
| 2010      | A hős legendája           | Legend of the Seeker     | Maia / az alkotó         | 1 epizód                                               |
| 2011–2013 |                           | The Almighty Johnsons    | Gaia                     | állandó szereplő                                       |
| 2012      |                           | Rewind                   | Priya                    | tévéfilm                                               |
| 2014      | The Walking Dead          | The Walking Dead         | Joan                     | 1 epizód                                               |
| 2015–2017 | Trónok harca              | Game of Thrones          | Homok Obara              | - 8 epizód - magyar hangja:[forrás?] - Laurinyecz Réka |
| 2016      |                           | Roadies                  | Donna Mancini            | állandó szereplő                                       |
| 2017      |                           | Manhunt                  | Tabby                    | 5 epizód                                               |
| 2018      |                           | On the Ropes             | Jessica Connor           | minisorozat                                            |
| 2019–2023 |                           | FBI                      | Hana Gibson              | 3 epizód                                               |
| 2020      |                           | The Exceptional Squad    | Mania                    | televíziós sorozat                                     |
| 2020–2025 |                           | FBI: Most Wanted         | Hana Gibson              | főszereplő                                             |
| 2023      | Star Wars: A Rossz Osztag | Star Wars: The Bad Batch | Dr. Emerie Karr (hangja) | - 4 epizód - magyar hangja:[forrás?] - Ágoston Katalin |

## Díjak és jelölések
| Év   | Film              | Díj                                                                         | Eredmény |
| ---- | ----------------- | --------------------------------------------------------------------------- | -------- |
| 2003 | A bálnalovas      | New Zealand Film and TV Awards – Legjobb női főszereplő                     | Elnyerte |
| 2003 | A bálnalovas      | Washington DC Area Film Critics Association Awards – Legjobb női főszereplő | Jelölve  |
| 2003 | A bálnalovas      | Oscar-díj a legjobb női főszereplőnek                                       | Jelölve  |
| 2004 | A bálnalovas      | Broadcast Film Critics Association Awards – Legjobb fiatal színésznő        | Elnyerte |
| 2004 | A bálnalovas      | Chicago Film Critics Association Awards – Legjobb női főszereplő            | Jelölve  |
| 2004 | A bálnalovas      | Chicago Film Critics Association Awards – Ígéretes előadó                   | Elnyerte |
| 2004 | A bálnalovas      | Image Awards – Legjobb női főszereplő                                       | Jelölve  |
| 2004 | A bálnalovas      | Online Film Critics Society Awards – Legjobb feltörekvő színésznő           | Elnyerte |
| 2004 | A bálnalovas      | Phoenix Film Critics Society Awards – Legjobb női mellék- vagy főszereplő   | Jelölve  |
| 2004 | A bálnalovas      | Screen Actors Guild Awards – Legjobb színésznő                              | Jelölve  |
| 2004 | A bálnalovas      | Teen Choice Awards – Legjobb feltörekvő színésznő                           | Jelölve  |
| 2004 | A bálnalovas      | Young Artist Awards – Legjobb fiatal színész                                | Elnyerte |
| 2007 | A születés        | Young Artist Awards – legjobb női főszereplő                                | Jelölve  |
| 2009 | Piece of My Heart | Qantas TV and Film Awards – Legjobb női mellékszereplő                      | Elnyerte |